# Brachymenium eurychelium
Brachymenium eurychelium är en bladmossart som beskrevs av Bescherelle 1880. Brachymenium eurychelium ingår i släktet Brachymenium och familjen Bryaceae. Inga underarter finns listade i Catalogue of Life.